# Najas australis
Najas australis är en dybladsväxtart som beskrevs av Jean-Baptiste Bory de Saint-Vincent och Alfred Barton Rendle. Najas australis ingår i släktet najasar, och familjen dybladsväxter. Inga underarter finns listade.